# ألفريد أدير
ألفريد أدير (1892 – 19 أكتوبر 1941) هو مبارز بالسيف بولندي راحل، مثّل بلاده في الألعاب الأولمبية الصيفية 1924.

## روابط خارجية
ألفريد أدير على موقع أوليمبيديا (الإنجليزية)
- ألفريد أدير على موقع اللجنة الأولمبية البولندية (مؤرشف) (البولندية)